# Barakaldo
Barakaldo (Spaans: Baracaldo) is een gemeente in de Spaanse provincie Biskaje in de regio Baskenland met een oppervlakte van 24 km². In 2012 telde Barakaldo 100.369 inwoners. Het ligt in de buurt van Bilbao, aan de rivieren Ría de Bilbao, Galindo en Cadagua. In de bergachtige omgeving komt ijzererts voor.
De plaatselijke voetbalclub Barakaldo CF speelt in de Segunda División B. 

## Demografische ontwikkeling
Bron: INE; 1857-2011: volkstellingen
Opm: Bevolkingscijfers in duizendtallen; aanhechting van Alonsotegui (1897); afstand van Alonsotegui (1991)

## Geboren in Barakaldo
- José Ramón Alexanco (1956), voetballer
- Yeray Álvarez (1995), voetballer
- Javier Clemente (1950), voetbaltrainer
- Omar Fraile (1990), wielrenner
- José Antonio Garrido (1975), wielrenner
- David López García (1981), wielrenner
- Héctor González (1986), wielrenner
- Iñaki Lafuente (1976), voetballer
- Isidro Nozal (1977), wielrenner
- Josep Lluís Núñez (1931-2018), zakenman
- Jurgi Oteo (1996), voetballer
- Javier Otxoa (1974-2018), wielrenner
- Ricardo Otxoa (1974-2001), wielrenner
- Jonás Ramalho (1993), voetballer
- Nicolás Redondo Urbieta (1927-2023), vakbondsman en politicus

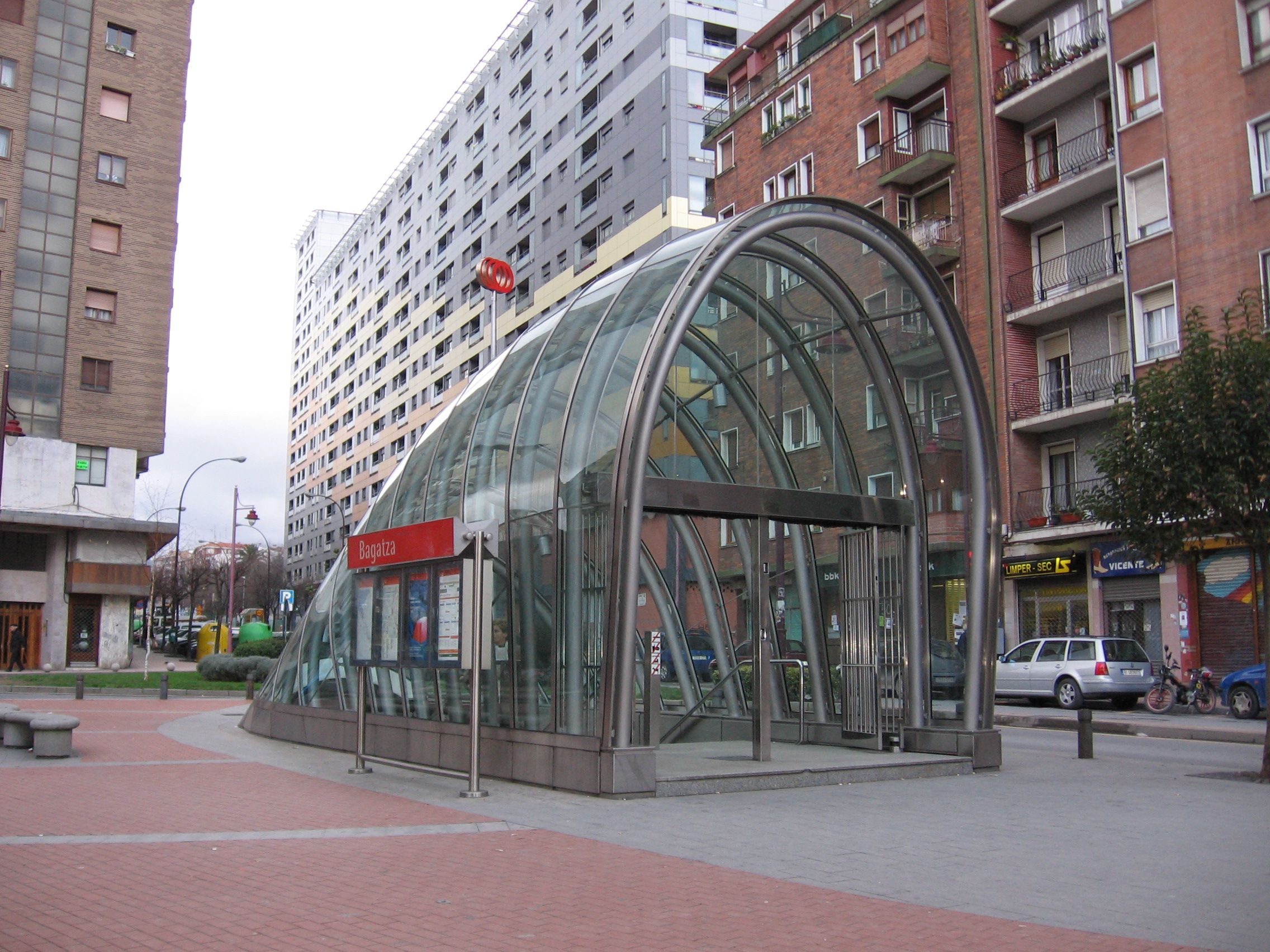
Ingang metro

Abadiño · Abanto Zierbena · Ajangiz · Alonsotegi · Amorebieta-Etxano · Amoroto · Arakaldo · Arantzazu · Areatza · Arrankudiaga · Arratzu · Arrieta · Arrigorriaga · Artea · Artzentales · Atxondo · Aulesti · Bakio · Balmaseda · Barakaldo · Barrika · Basauri · Bedia · Berango · Bermeo · Berriatua · Berriz · Bilbao · Busturia · Derio · Dima · Durango · Ea · Elantxobe · Elorrio · Erandio · Ereño · Ermua · Errigoiti · Etxebarri · Etxebarria · Forua · Fruiz · Galdakao · Galdames · Gamiz-Fika · Garai · Gatika · Gautegiz Arteaga · Gernika-Lumo · Getxo · Gizaburuaga · Gordexola · Gorliz · Gueñes · Ibarrangelu · Igorre · Ispaster · Iurreta · Izurtza · Kortezubi · Lanestosa · Larrabetzu · Laukiz · Leioa · Lekeitio · Lemoa · Lemoiz · Lezama · Loiu · Mallabia · Markina-Xemein · Maruri-Jatabe · Mañaria · Mendata · Mendexa · Meñaka · Morga · Mundaka · Mungia · Munitibar-Arbatzegi Gerrikaitz · Murueta · Muskiz · Muxika · Nabarniz · Ondarroa · Urduña · Orozko · Ortuella · Otxandio · Plentzia · Portugalete · Santurtzi · Sestao · Sondika · Sopelana · Sopuerta · Sukarrieta · Trapagaran · Trucios-Turtzioz · Ubide · Ugao-Miraballes · Urduliz · Karrantza · Zaldibar · Zalla · Zamudio · Zaratamo · Zeanuri · Zeberio · Zierbena · Ziortza-Bolibar